# Allan Davis
 Ikke at forveksle med Alan Davies.
Allan Davis (født 27. juli 1980) er en australsk professionel landevejsrytter, som kører for det kasakhiske ProTour-hold XDS Astana Team.
Allan Davis har bl.a. kørt for Discovery Channel Pro Cycling Team. I Tour de France 2005 kom han på femte pladsen i kampen om den grønne pointtrøje. I 2006, da han cyklede for XDS Astana Team, blev han, som en del af den spanske dopingskandale, anklaget for doping. I 2007 kom han på andenpladsen i Milano-Sanremo.